# Niedrożność jelit
Niedrożność jelit (łac., ang. ileus) – stan, w którym dochodzi do zatrzymania fizjologicznego pasażu treści pokarmowej. Niedrożność prowadzi do rozwoju obrazu ostrego brzucha, który jest stanem zagrożenia życia chorego. Jest spowodowana przez przeszkody mechaniczne lub zaburzenia czynnościowe, w tym niedokrwienie jelit.

## Podział
Niedrożność może być dzielona według różnych kryteriów. Największe znaczenie ma podział ze względu na przyczynę, wysokość i stopień wystąpienia niedrożności.
Podział ze względu na przyczynę:
- niedrożność mechaniczna
  - niedrożność z zatkania
  - niedrożność z zadzierzgnięcia
- niedrożność porażenna

Podział ze względu na wysokość:
- niedrożność wysoka – dwunastnica i jelito czcze
- niedrożność niska – jelita krętego i grubego

Podział ze względu na stopień:
- niedrożność pełna (całkowita)
- podniedrożność

## Przyczyny
Najczęstszą przyczyną niedrożności mechanicznej są zrosty otrzewnowe po poprzednich operacjach oraz przepukliny brzuszne, zarówno zewnętrzne (przepuklina pachwinowa, udowa, pępkowa i w bliźnie pooperacyjnej), jak i wewnętrzne (okołodwunastnicza, okołokątnicza).
Niedrożność z zadzierzgnięcia:
- zrosty – głównie pooperacyjne, ale mogą powstawać również po zapaleniu otrzewnej i urazach jamy brzusznej[2].
- przepukliny – najczęściej uwięźnięciu ulega przepuklina pachwinowa, rzadziej udowa, pępkowa i w bliźnie. Przepukliny wewnętrzne rozwijają się w wyniku powiększenia zachyłków otrzewnej i przemieszczenia do nich jelita. Najczęściej stwierdzanymi przepuklinami wewnętrznymi jest przepuklina okołodwunastnicza, okołokątnicza i w otworze sieciowym[2].
- wgłobienie jelita – teleskopowe wprowadzenie zgodnie z falą perystaltyczną bliższego fragmentu jelita do dalszej części[2].
- skręt jelita – jest to rotacja jelita wokół osi jaką stanowi krezka, w efekcie dochodzi do zaciśnięcia naczyń krezkowych. Często dotyczy esicy, zwykle dotyczy starszych osób z zaparciami stosujących środki przeczyszczające[3].

Niedrożność z zatkania:
- nowotwory jelita grubego i cienkiego, szczególnie rak jelita grubego, znacznie rzadziej gruczolakorak jelita cienkiego – niedrożność pojawia się u 10–30% chorych na raka jelita grubego i 20–50% raka jajnika[4].
- guzy sąsiednich narządów – mogą bezpośrednio naciekać jelito lub tylko go uciskać i zamykać jego światło.
- zapalenie uchyłków – uchyłki najczęściej występują w esicy, odczyn zapalny może być przyczyną przewężeń i zrostów[2].
- kamień żółciowy – kamień może wydostać się z pęcherzyka żółciowego poprzez odleżynę w pęcherzyku przez wytworzoną przetokę pęcherzykowo-dwunastniczą. Kamień o średnicy 2 cm może zatkać światło jelita cienkiego, zwykle w końcowym odcinku jelita krętego.
- kamień kałowy – występuje u chorych cierpiących na przewlekłe zaparcia, częściej u starszych osób.
- ciało obce – w tym pasożyty i bezoar[5].
- choroby zapalne jelit – choroba Leśniowskiego-Crohna, wrzodziejące zapalenie jelita grubego. Niedrożność może powodować guz zapalny, ropień, zrosty i zwężenia.
- krwiak śródścienny.
- zwężenia pourazowe i pooperacyjne.
- niedrożność smółkowa.
- wady wrodzone – atrezja dwunastnicy, atrezja jelita cienkiego, zwężenia[5].

Niedrożność porażenna:
- zapalenie otrzewnej – najczęstsza przyczyna niedrożności porażennej.
  - ostre zapalenie wyrostka robaczkowego.
  - perforacja wrzodu trawiennego, perforacja przewodu pokarmowego.
  - choroby dróg żółciowych, w tym kolka żółciowa.
- ostre zapalenie trzustki.
- kolka nerkowa.
- zapalenie przydatków, skręt torbieli jajnika, pęknięcie torbieli jajnika (u kobiet).
- skręt jądra.
- zaburzenia metaboliczne:
  - kwasica ketonowa.
  - mocznica.
  - hipokaliemia, hiperkaliemia.
  - porfiria.
- niedokrwienie jelit.
- krwiak zaotrzewnowy lub wewnątrz otrzewnej.
- urazy miednicy, kręgosłupa, klatki piersiowej.
- leki – opioidy, leki antycholinergiczne.
- sepsa.
- guzy mózgu.
- zapalenie dolnego płata płuca.
- zawał mięśnia sercowego.

## Patogeneza

Wgłobienie jelita

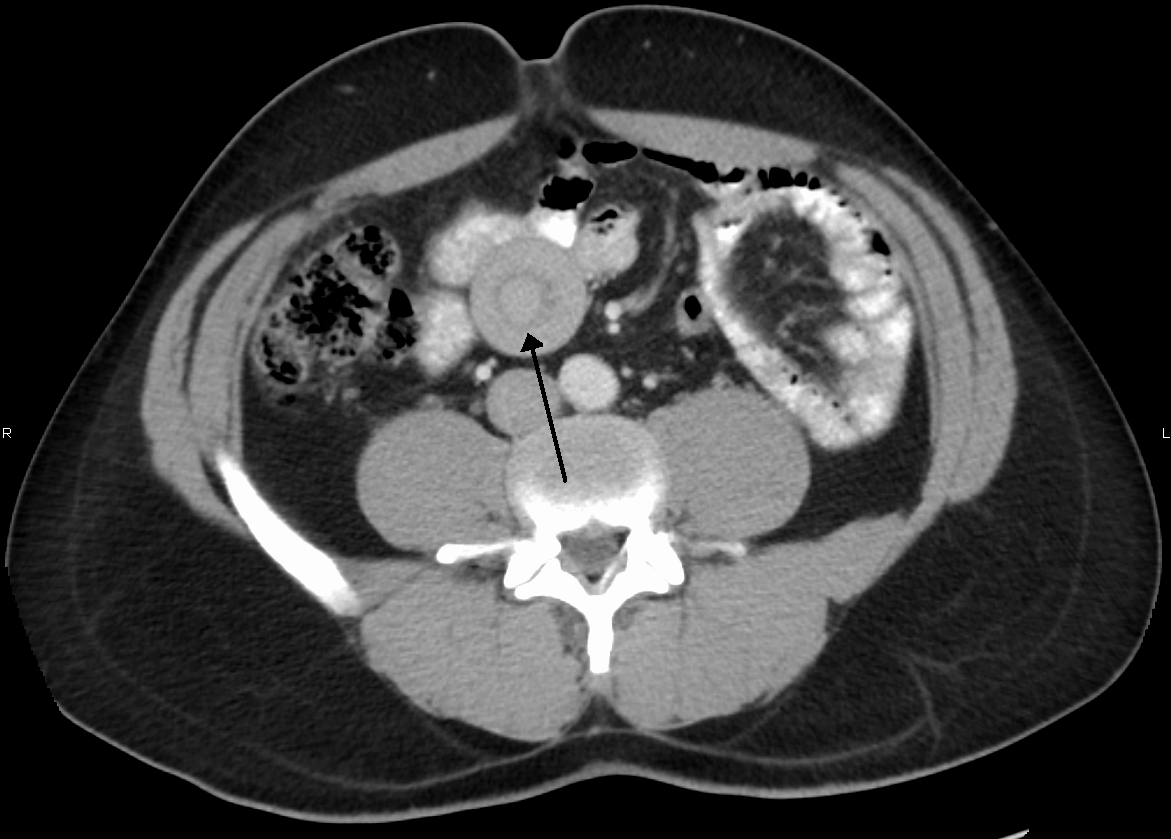
Wgłobienie jelita w TK zaznaczone strzałką

W niedrożności z zadzierzgnięcia dochodzi do wciśnięcia i uwięzienia jelita, najczęściej jelita cienkiego, we wrotach przepukliny lub we zrostach między pętlami jelita lub jelitem a ścianą jamy brzusznej. W zaciśniętym z dwóch stron jelicie wydziela się płyn, a następnie w konsekwencji zaburzenia jego wchłaniania ulega on gromadzeniu. Po przekroczeniu ciśnienia zgromadzonego płynu ciśnienia włośniczkowego dochodzi do zaciśnięcia naczyń włosowatych i rozwoju niedokrwienia ściany jelita. Rozwijają się różnego stopnia zaburzenia wodno-elektrolitowe i kwasowo-zasadowe. Jednocześnie w wyniku zastoju i niedokrwienia ściany jelita w uwięzionym płynie szybko mnożą się bakterie i płyn staje się toksyczny. Zmiany w niedokrwionej ścianie jelita pozwalają na przechodzenie bakterii do jamy otrzewnej, co prowadzi do zapalenia otrzewnej, a ostatecznie do sepsy. Do niedrożności z zadzierzgnięcia może dojść w wyniku zaciśnięcia naczyń krezki, która początkowo może zaburzać odpływ krwi żylnej, jednak finalnie w wyniku zastoju nie pozwala na napływ krwi tętniczej i rozwój niedokrwienia ściany jelita. Wgłobienie polega na teleskopowym wprowadzeniu z falą perystaltyczną bliższego odcinka jelita. W wyniku wciągnięcia krezki dochodzi do zaciśnięcia jej naczyń i niedokrwienia jelita. Najczęściej wgłobieniu ulega końcowy odcinek jelita krętego do kątnicy. Czołem wgłobienia może być guz, uchyłek Meckela lub wyrostek robaczkowy. We wgłobieniu początkowo nie dochodzi do całkowitej niedrożności, a objawy, ze względu na brak kontaktu z otrzewną, są słabiej wyrażone. U osób szczupłych wgłobiony odcinek może być badalny palpalcyjnie jako guz.
W niedrożności z zatkania dochodzi do zablokowania przepływu treści pokarmowej w wyniku przeszkody mechanicznej. W zatkanym jelicie wzmaga się perystaltyka i nasila wydzielanie płynu z jednoczesnym zaburzeniem jego wchłaniania. W rozdętym jelicie zaciśnięciu ulegają naczynia włosowate, rozwija się niedokrwienie. Ucieczka płynu do rozdętego jelita oraz jamy otrzewnej wywołuje hipowolemię, która postępuje do wstrząsu hipowolemicznego. Hipowolemię nasilają wymioty zalegającej treści pokarmowej z wydzielonym płynem. Rozwijają się zaburzenia wodno-elektrolitowe i kwasowo-zasadowe, początkowo w kierunku zasadowicy jako następstwo wymiotów kwaśną treścią, a następnie rozwija się kwasica. W nagromadzonej treści rozwijają się bakterie, które w wyniku uszkodzenia ściany jelita ulegają translokacji do jamy otrzewnej, co prowadzi do zapalenia otrzewnej, a ostatecznie do sepsy.
Wyróżnia się trzy główne przyczyny niedrożności porażennej. Niedrożność porażenna pojawia się w wyniku oddziaływania różnych czynników na sploty nerwowe, może pojawić się na drodze odruchowej oraz w następstwie zaburzeń ogólnoustrojowych. Bakteryjne lub chemiczne zapalenie otrzewnej, mechaniczne podrażnienie jelita podczas operacji (niedrożność pooperacyjna) lub nadmierne jego rozciągnięcie powoduje pobudzenie splotów nerwowych w ścianie jelita prowadząc do zatrzymania perystaltyki. Na drodze odruchowej do niedrożności prowadzi kamica nerkowa, kamica pęcherzykowa, ostre zapalenie trzustki, zapalenie wyrostka robaczkowego, skręt i pęknięcie torbieli jajnika, skręt jądra, krwiaki i ropnie wewnątrzbrzuszne oraz urazy. Niedrożność porażenną wywołują niektóre zaburzenia metaboliczne. Przebieg niedrożności porażennej jest łagodniejszy w porównaniu do niedrożności mechanicznej.

## Objawy
Niedrożność typowo objawia się triadą objawów: bólem brzucha, nudnościami i wymiotami oraz zatrzymaniem gazów i stolca.
Ból brzucha jest najwcześniejszym objawem niedrożności. W niedrożności mechanicznej ból brzucha początkowo ma charakter kolkowy, napadowy. Ból okresowo nasila się i słabnie. Odstępy pomiędzy falami bólu są tym dłuższe im niżej jest umiejscowiona niedrożność. Wydłużanie się odstępu pomiędzy falami bólu kolkowego lub ustąpienie napadowego bólu i jednocześnie pojawienie się stałego, tępego bólu w śródbrzuszu (środkowa część jamy brzusznej) sugeruje narastanie niedrożności. W niedrożności porażennej ból ma stosunkowo niewielkie nasilenie. Tkliwość palpacyjna i ciągły ból może sugerować niedokrwienie i martwicę ściany jelita.
Zwykle całkowitej niedrożności towarzyszy zatrzymanie gazów i stolca. Jednak początkowo objaw może nie występować, ponieważ opróżniany jest dalszy odcinek jelita poniżej przeszkody.
Nudności i wymioty należą do typowych objawów niedrożności. W wysokiej niedrożności pojawiają się wcześniej i są bardziej nasilone, z kolei w niskiej występują później i mają mniejszą intensywność niż w wysokiej niedrożności. Wcześnie pojawiają się również w niedrożności z zadzierzgnięcia, spowodowanej zatorem lub zakrzepem naczyń krezkowych. W przypadku wydolnej zastawki kątniczo-krętniczej wymioty mogą nie pojawić się w niedrożności zlokalizowanej w jelicie grubym.
Manifestacją długo trwającej niedrożności mogą być "wymioty kałowe". Są to wymioty treścią jelitową zmienioną procesami gnilnymi w niedrożnym jelicie przeprowadzonymi przez namnożone bakterie jelitowe, a znacznie rzadziej są to wymioty faktycznie treścią kałową w związku z cofaniem się tej treści.
Wzdęcie brzucha jest późnym objawem niedrożności i jest najbardziej nasilone w niskiej niedrożności, a w wysokiej jest mniej zaznaczone. W niedrożności jelita grubego wydolna zastawka krętniczo-kątnicza może skutecznie zablokować przejście przez nią gazów i w efekcie dochodzi do wzdęcia wyłącznie jelita grubego, co może dawać obraz bębnicy ramowej ze wzdęciem nadbrzusza i bocznych części brzucha.
U osób szczupłych poprzez powłoki bywają widoczne rozdęte pętle i ruchy perystaltyczne w okresach silnego bólu ("stawianie się jelit").
Początkowo w badaniu palpacyjnym brzuch może być miękki. W miejscu przeszkody może występować niewielka bolesność uciskowa i obrona mięśniowa. W niedrożności porażennej rozlana bolesność pojawia się wolniej w miarę jak narasta rozdęcie jelit. Objawy otrzewnowe występują w martwicy jelita. W niedrożności mechanicznej w trakcie osłuchiwania słyszalne są wzmożone tony fali perystaltyki o metalicznym brzmieniu, które są najlepiej słyszalne podczas narastania bólu, a w miarę upływu czasu i osłabienia się perystaltyki ulegają osłabieniu aż do ustąpienia. W niedrożności porażennej perystaltyka jest cicha i leniwa.

## Diagnostyka

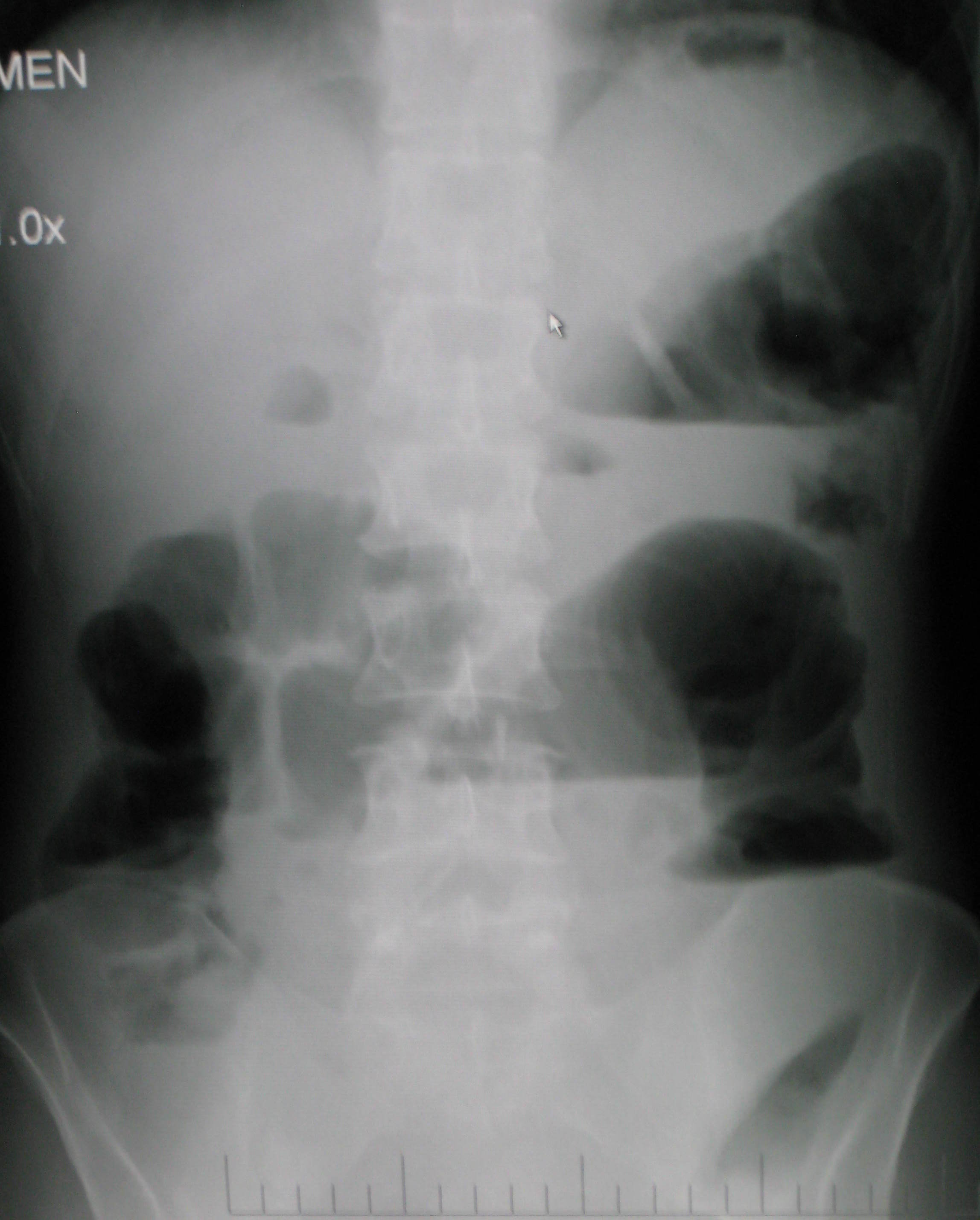
Poziomy płynów w niedrożności, zdjęcie RTG

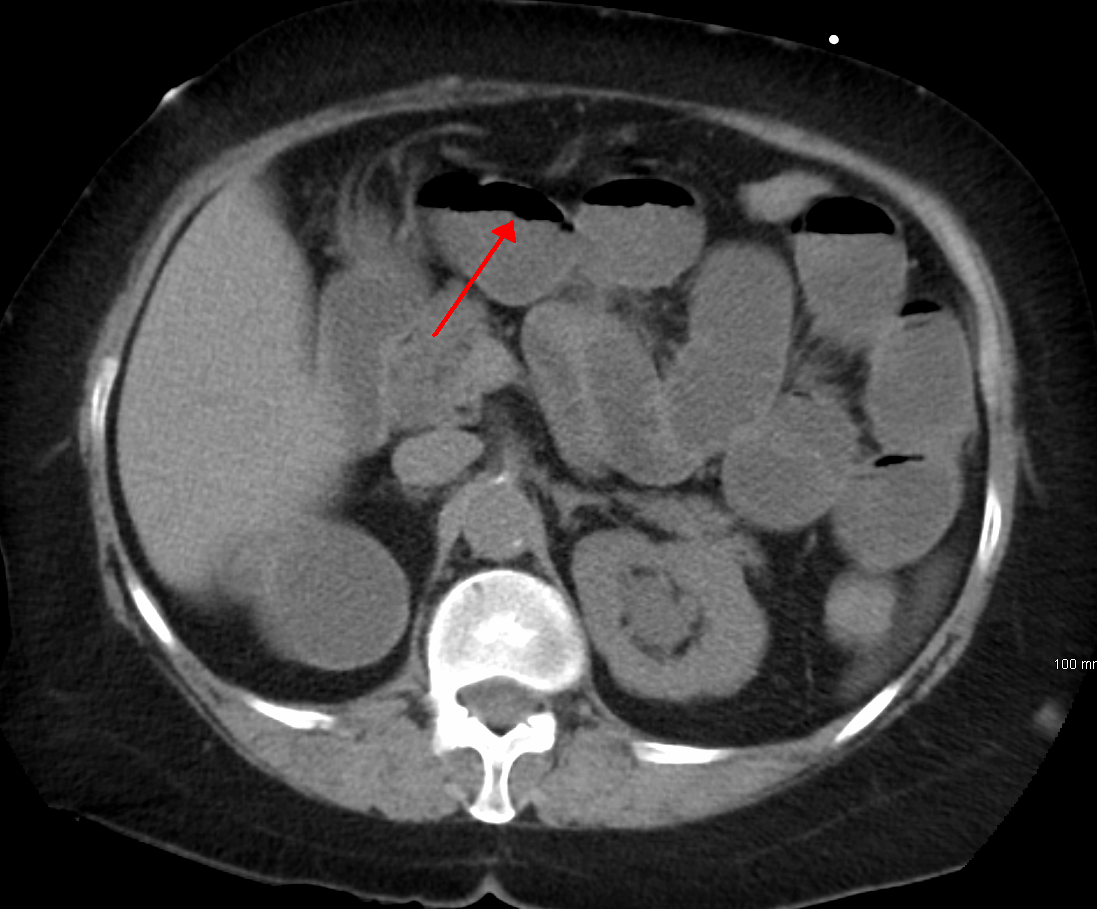
Poziomy płynów sugerujące niedrożność jelit, obraz TK

W przeglądowym zdjęciu RTG jamy brzusznej w pozycji stojącej lub bocznej widoczne są poziomy płynu w rozdętych pętlach jelitowych, co jest efektem rozdzielenia treści jelitowej na frakcję gazową i płynną. Poziomy płynów o długości przekraczającej 2,5 cm są uważane za patognomiczne dla niedrożności jelit. W niedrożności mechanicznej z zatkania rozdęcie pętli pojawia się powyżej miejsca zatkania. W niskiej niedrożności rozdęte pętle nakładają się na siebie utrudniając rozpoznanie. W niedrożności zlokalizowanej w jelicie grubym i wydolnej zastawce krętniczej-kątniczej rozdęte jest tylko jelito grube.
Niedrożność z zadzierzgnięcia daje podobny obraz, rzadziej pojawia się obraz pseudoguza lub pętla z poziomem płynu i gazu z nakłądającymi się na siebie ścianami (obraz "ziarna kawy"). W niedrożności porażennej poziomy płynów są mniej liczne i występują na całej długości jelita.
Wlew kontrastowy może wykazać miejsce wystąpienia niedrożności.
Ultrasonografia w niedrożności jelita jest utrudniona z powodu rozdęcia jelit. Pozwala ona na dokładniejszą niż zdjęcie RTG ocenę miejsca niedrożności, a także umożliwia zobrazowanie ściany jelita i przepływ przez naczynia krezkowe.
Tomografia komputerowa jest przydatnym badaniem w ocenie niedrożności jelit, szczególnie w zadzierzgnięciu, powikłań naczyniowych w przebiegu niedokrwienia i uwięźniętej przepukliny u osób otyłych.
W przypadku wątpliwości diagnostycznych przeprowadza się laparotomię zwiadowczą lub laparoskopię.

## Niedrożność w przebiegu chorób nowotworowych

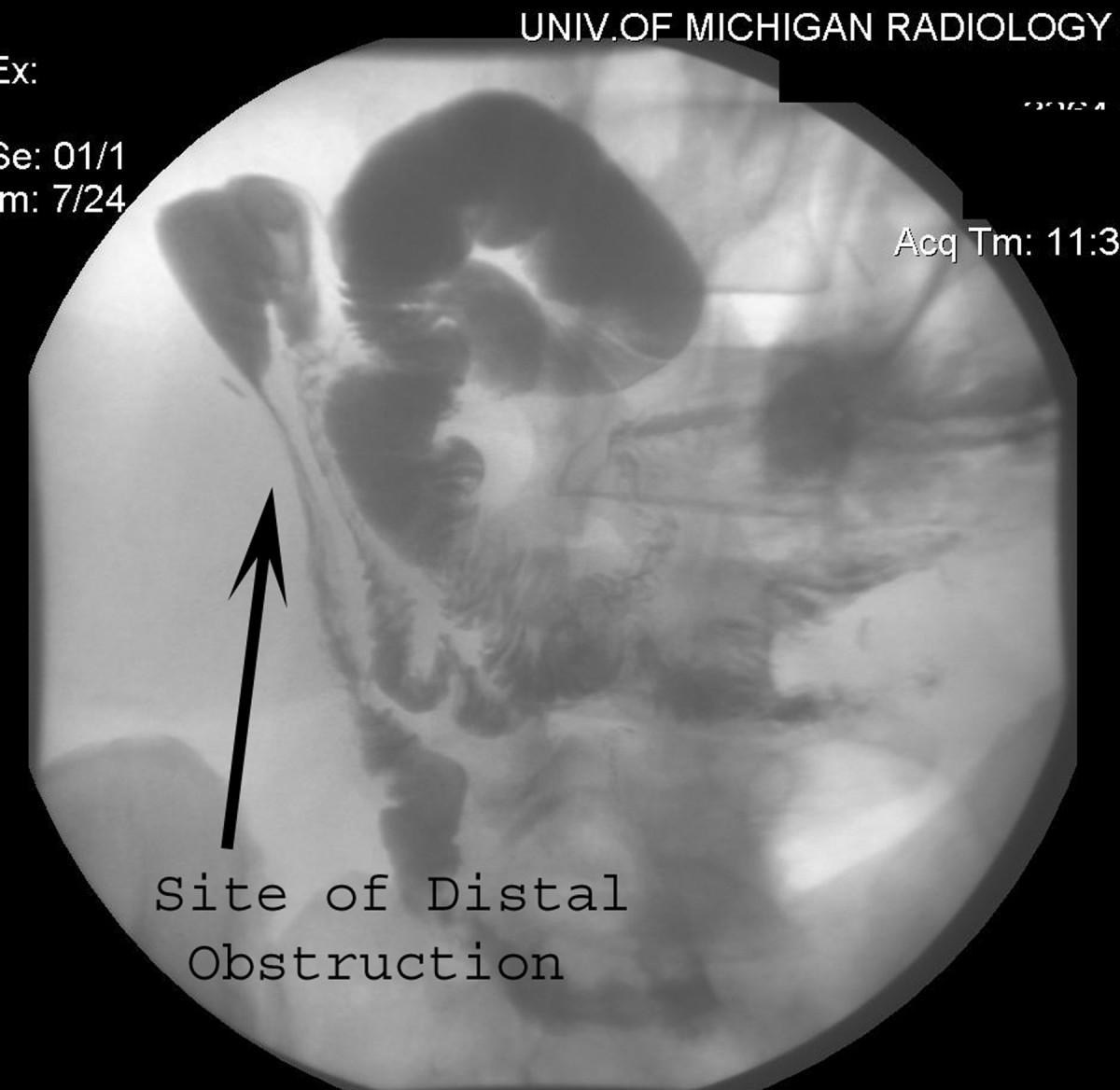
Strzałką zaznaczono guz desmoidalny w przebiegu zespołu Gardnera powodujący niedrożność dystalnej części jelita cienkiego

Niedrożność jelit jest stosunkowo częstym powikłaniem choroby nowotworowej, pojawia się u 3-15% wszystkich chorych na nowotwór. Najczęściej występuje w zaawansowanych nowotworach układu pokarmowego i narządu rodnego. Niedrożność pojawia się u 10-30% chorych na raka jelita grubego, 20-50% raka jajnika i 77% raka jelita cienkiego. Najczęstszymi nowotworami powodującymi niedrożność są: rak jelita grubego (25%–40%), rak jajnika (16%–29%), rak żołądka (6%–19%), rak trzustki (6%–13%), rak pęcherza (3%–10%), rak trzonu macicy (3%–11%). Rzadziej niedrożność powodują nowotwory spoza jamy brzusznej rak piersi (2%–3%) i czerniak (3%).
Niedrożność zwykle towarzyszy zaawansowanej chorobie nowotworowej. W 60% przypadków dotyka jelito cienkie, a w 30% jelito grube, może również obejmować jednocześnie jelito cienkie i grube. Zwykle początkowo objawia się jako subniedrożność (niedrożność przepuszczająca), a następnie choroba postępuje w stronę obrazu całkowitej niedrożności. Niedrożność może występować na różnych poziomach jelita, szczególnie u chorych z nieoperacyjnym guzem lub karcynomatozą otrzewnej. Guzy w krezce lub otrzewnej mogą sklejać jelita i wywwoływać niedrożność na zasadzie zrostów.
Objawy zwykle mają charakter stopniowo narastający i zależą od wysokości, na której się pojawiła niedrożność. Początkowo jako niedrożność przepuszczająca objawia się bólem kolkowym, wzdęciami, nudnościami i wymiotami, które mogą samoistnie ustępować. Gdy dojdzie do całkowitego zamknięcia światła jelita, rozwija się obraz całkowitej niedrożności nieprzepuszczającej z nudnościami, wymiotami, bólem brzucha, zatrzymaniem stolca i gazów. W badaniu fizykalnym bywa możliwe palpacyjne stwierdzenie obecności guza. 
Leczenie niedrożności z powodu choroby nowotworowej jest bardzo trudne, szczególnie gdy niedrożność jest pierwszą manifestacją choroby. Operacja, której głównym celem jest przywrócenie ciągłości przewodu pokarmowego jest wykonywana u chorych we wcześniejszych stadiach choroby nowotworowej, z jednym poziomem niedrożności i w dobrym stanie ogólnym. Operacyjne leczenie niedrożności ze współistniejącą chorobą nowotworową charakteryzuje wysoki wskaźnik śmiertelności. Znaczne zaawansowanie choroby nowotworowej, zaawansowany wiek, niedożywienie, pogorszenie stanu ogólnego są czynnikami złego rokowania, nawet jeśli operacja jest możliwa technicznie. 
Pierwszym etapem leczenia wyrównuje się zaburzenia wodno-elektrolitowe i kwasowo-zasadowe. Stosuje się nawadnianie dożylne, leki przeciwwymiotne i przeciwbólowe. Zakłada się sondę nosowo-żołądkową i odsysa się zawartość jelit. Postępowanie to sprzyja samoistnemu ustąpieniu subniedrożności, poprawia stan ogólny chorego i daje czas konieczny do niezbędnej diagnostyki. 
Unika się operacyjnego leczenia niedrożności z powodu choroby nowotworowej u chorych w starszym wieku, niedożywionych, wyniszczonych, z wielopoziomową niedrożnością, z wyczuwalną palpacyjnie masą guza, nawracającym wodobrzuszem, objawowymi pozabrzusznymi przerzutami odległymi, z niewydolnością nerek, wątroby, po radioterapii miednicy. 
Alternatywą do leczenia operacyjnego, szczególnie chorych zdyskwalifikowanych od tego leczenia, jest endoskopowe założenie stentu. 
Paliatywne leczenie obejmuje podawanie środków przeciwwymiotnych, leków przeciwbólowych, kortykosteroidów i leków zmniejszających sekrecję. Podaż leków przeciwbólowych jest stopniowana według drabiny analgetycznej WHO. W leczeniu nudności i wymiotów stosuje się leki antycholinergiczne (hioscyna, skopolamina), metoklopramid, neuroleptyki (haloperydol, chloropromazyna), antagonisty 5-HT3 (ondansetron). W pełnej niedrożności w leczeniu paliatywnym lekiem przeciwwymiotnym z wyboru jest haloperydol. Glikortykosteroidy obok działania przeciwwymiotnego wykazują działanie przeciwzapalne, które może zmniejszyć obrzęk okołoguzowy. Leki przeciwsekrecyjne są używane w celu ograniczenia wydzielania przewodu pokarmowego i ograniczeniu nudności, wymiotów i bólu. Największe znaczenie w praktyce klinicznej ma hioscyna, skopolamina i oktreotyd (analog somatostatyny).

## Leczenie

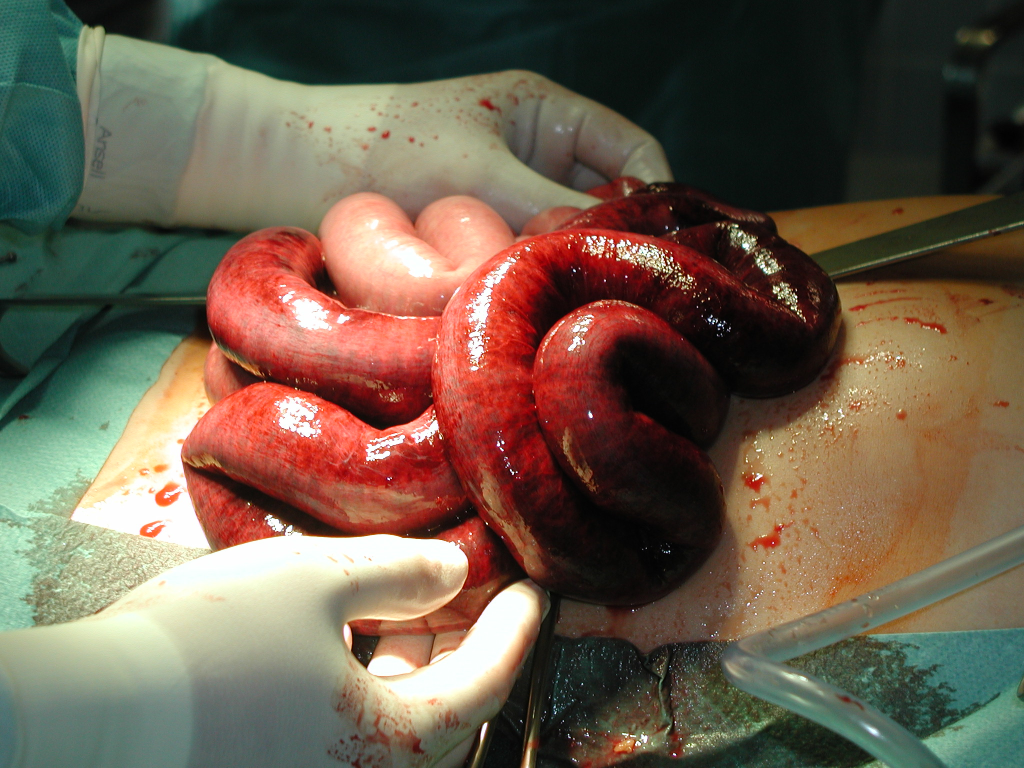
Zgorzel niedrożnego jelita, obraz śródoperacyjny

Leczenie niedrożności zależy od przyczyny i może być ona leczona zachowawczo lub chirurgicznie. Istotne jest odpowiednie przygotowanie chorego do operacji.
Konieczne jest wyrównanie gospodarki wodno-elektrolitowej i kwasowo-zasadowej. Przez zgłębnik założony do żołądka lub jelita czczego odbarcza się niedrożne jelito. Podaje się antybiotyki.
Leczenie w zależności od przyczyny niedrożności:
- zrosty – po opróżnieniu przez zgłębnik zalegającej treści przecina się zrosty, w celu zapobieganiu nawrotom niedrożności po powstawaniu nowych zrostów jelita odpowiednio układa się i następnie zszywa się je ze sobą.
- przepukliny – po wypreparowaniu przepukliny przecina się jej worek i odprowadza jej zawartość, następnie przepuklinę zamyka się przy użyciu tkanek własnych chorego lub wszczepia się siatkę. W przypadku martwicy usuwa się martwy fragment jelita i wykonuje się zespolenie.
- wgłobienie – po wypreparowaniu zmiany ostrożnie wysuwa się wgłobione jelito, jeśli stwierdza się martwicę, guz lub inną przyczynę wgłobienia to resekuje się jelito.
- ciało obce, kamienie żółciowe – ciało obce usuwa się przez nacięcie jelita.
- kamienie kałowe – zwykle udaje się je usunąć za pomocą wlewu doodbytniczego lub usunąć ręcznie, w przypadku niepowodzenia usuwane są operacyjnie.
- skręt jelita – może być uwolnione endoskopowo w przypadku skrętu esicy lub operacyjnie.
- zamknięcie naczyń krezkowych – w celu przywrócenia przepływu przez naczynia wykonuje się embolektomię lub naczyniowy pomost omijający naczynie. Często z powodu martwicy jelita konieczna jest rozległa jego resekcja.
- kolka nerkowa, kolka żółciowa – często wystarczającym postępowaniem jest podanie leków przeciwbólowych.

## Klasyfikacja ICD10
| kod ICD10     | nazwa choroby                                             |
| ------------- | --------------------------------------------------------- |
| ICD-10: K56   | Niedrożność porażenna i niedrożność jelit bez przepukliny |
| ICD-10: K56.0 | Niedrożność porażenna                                     |
| ICD-10: K56.1 | Wgłobienie                                                |
| ICD-10: K56.2 | Skręt jelita                                              |
| ICD-10: K56.3 | Niedrożność wywołana kamieniem żółciowym                  |
| ICD-10: K56.4 | Inne postacie zatkania jelita                             |
| ICD-10: K56.5 | Zrosty jelitowe z niedrożnością                           |
| ICD-10: K56.6 | Inne i nieokreślone postacie niedrożności jelitowej       |
| ICD-10: K56.7 | Niedrożność nieokreślona                                  |